# フェアリー シーフォックス

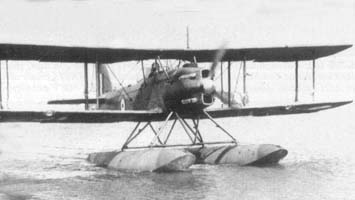
フェアリー シーフォックス

フェアリー シーフォックス (Fairey Seafox) は、第二次世界大戦の前にイギリス空軍に採用された単発・複葉の偵察機である。巡洋艦に搭載する水上機として開発され、第二次世界大戦の中頃まで「艦隊の目」として活躍した。

## 概要
シーフォックスはホーカー オスプレイに代わる艦載水上偵察機の開発仕様に従って開発され、原型機は1936年5月27日に初飛行した。複座のフロート式水上機で、偵察員席は密閉式コックピットになっている。翼は艦内に格納するため後方に折れる。胴体は全金属製モノコック構造で翼面と尾部は羽布張りの複葉機だったが、カタパルト射出を目的としていたため構造は見かけによらず頑強であった。1937年より部隊引渡しが開始され、1938年までに64機が生産され部隊に配属された（他に試作機2機製造）。これらは、1機を除き全て水上型だった。
第二次世界大戦開戦時には主要な巡洋艦には本機が搭載され、偵察や弾着観測等の任務で「艦隊の目」として働いた。1939年の一連のアドミラル・グラーフ・シュペー追撃戦での活躍が有名である。シーフォックスはイギリスの巡洋艦から発進して、艦の砲撃位置を指示したのである。ちなみに、イギリス側で最初にグラーフ・シュペー自沈を確認、打電したのは本機であった。しかし、次第に艦載水上機が活躍できるような場がなくなったこともあり、1943年には退役した。

## スペック
- 全長：10.82 m
- 全幅：12.2 m
- 全高：3.68 m
- 全備重量：2,455 kg
- エンジン：ネピア レイピア6 液冷 395 hp × 1
- 最大速度：200 km/h
- 実用上限高度：3,560 m
- 航続距離：710 km
- 武装
  - 7.7 mm 機銃 × 1
  - 爆弾少量搭載可能
- 乗員 2名

## 登場作品
『艦隊これくしょん -艦これ-』
スウェーデン軍仕様の if 装備として「Fairey Seafox改」が登場。